# Безсонова (присілок)
Безсо́нова (рос. Бессонова) — присілок у складі Ірбітського міського округу Свердловської області.
Населення — 176 осіб (2010, 194 у 2002).
Національний склад населення станом на 2002 рік: росіяни — 92 %.